# Plesiophrictus guangxiensis
Plesiophrictus guangxiensis är en spindelart som beskrevs av Yin och Tan 2000. Plesiophrictus guangxiensis ingår i släktet Plesiophrictus och familjen fågelspindlar. Inga underarter finns listade i Catalogue of Life.